# Giuliano Besson
Giuliano Besson (* 1. Januar 1950 in Sauze d’Oulx) ist ein italienischer Unternehmer und ehemaliger Skirennläufer. Er fuhr vor allem Abfahrten, startete aber auch bei Riesenslaloms.

## Biografie
Besson nahm ab 1971 im Weltcup teil. Bei den Olympischen Winterspielen 1972 in Sapporo wurde er in der Abfahrt Elfter. Die ersten Weltcuppunkte holte er am 15. März 1972, als Siebter der Abfahrt auf der Saslong in Gröden. In der Folge klassierte er sich mehrmals unter den besten zehn. Sein bestes Ergebnis erzielte er am 26. Januar 1974 in Kitzbühel, wo er zeitgleich mit Stefano Anzi das Hahnenkammrennen als Zweiter beendete. Bei den Weltmeisterschaften 1974 in St. Moritz fuhr er auf den fünften Platz.
Ende der Saison 1974/75 trat Besson zurück. 1976 gründete er in Turin zusammen mit seinem Teamkollegen Stefano Anzi das Sportbekleidungsunternehmen Anzi Besson.

## Erfolge

### Olympische Spiele
- Sapporo 1972: 11. Abfahrt

### Weltmeisterschaft
- St. Moritz 1974: 5. Abfahrt

### Weltcup
- Saison 1973/74: 9. Abfahrtswertung
- 12 Platzierungen unter den besten zehn, davon 1 Podestplatz

### Weitere Erfolge
- Italienischer Abfahrtsmeister 1974